# 7.5厘米Pak 41反坦克炮

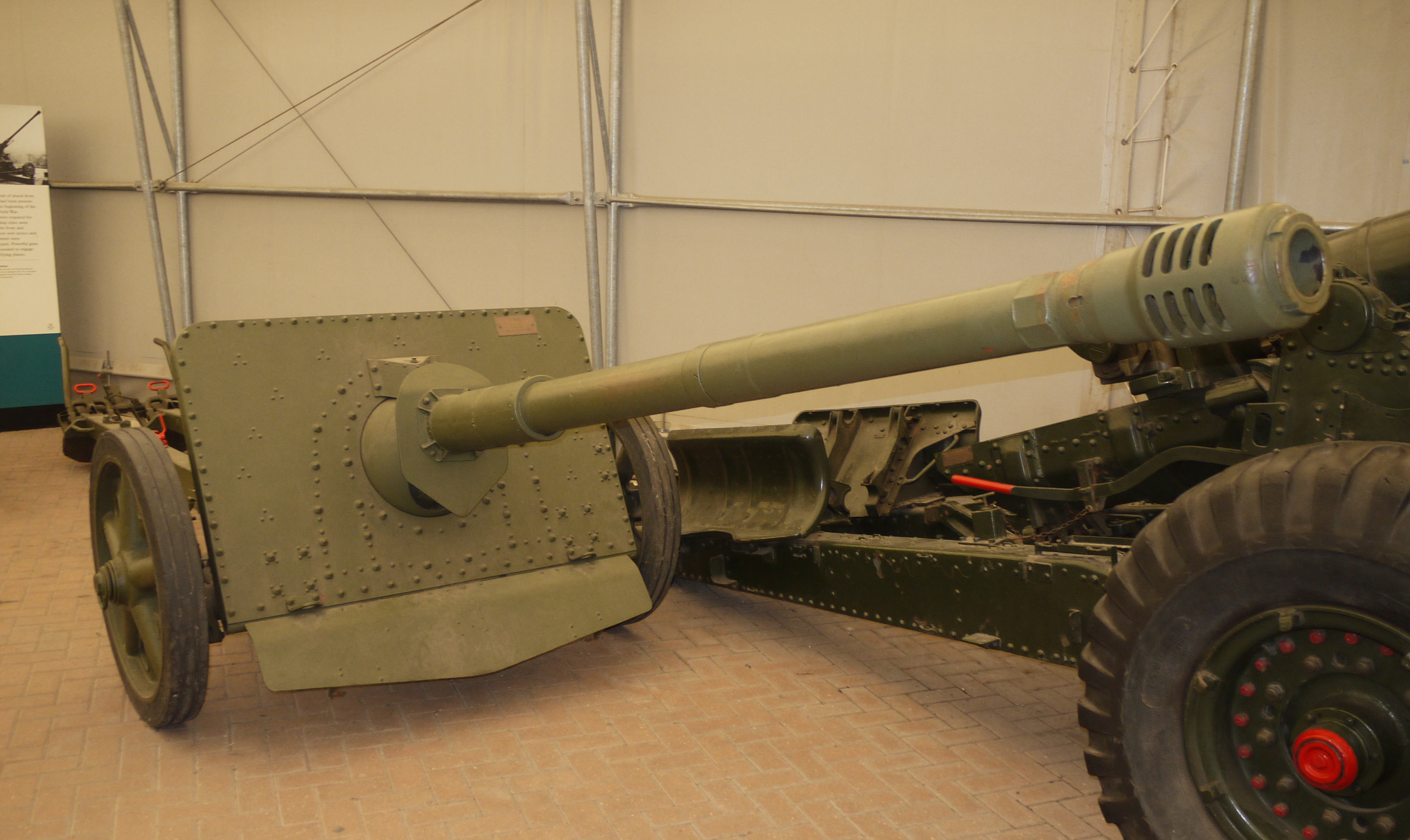

7.5 cm Pak 41是第二次世界大戰後期進入服役，由德國製造的反坦克炮。它也是錐膛炮（由德國工程師 Hermann Gerlich 在1920年代所提出，可提供更高的砲口初速進而提高穿透力，常用於獵槍上）中口徑最大的。
它很像同是縮徑砲的Waffe 0725但口徑不同。

## 研發與設計
由蒂森克虏伯所設計的Pak 41打算利用錐膛炮的設計來增加炮口初速以和萊茵金屬的Pak 40競爭。除了使用鎢芯彈的錐膛炮設計外，Pak 41還有一些特點。其一是將炮管分為三段，靠炮閂側口徑一致且有膛線，中間段口徑逐漸縮小且為滑膛，靠炮口端最後70cm口徑恢復一致但沒有刻劃膛線。